# Дејвид Рудиша
Дејвид Лекута Рудиша (енгл. David Lekuta Rudisha; Килгорис, Кенија, 17. децембар 1988) је кенијски атлетичар, специјалиста за средње стазе, који се углавном такмичи у дисциплини трчања на 800 mметара, где држи и светски рекорд.
Од појављивања на светском јуниорском првенству 2006. године у Пекингу, побеђивао је на сваком значајном такмичењу када се пласирао у финале, укључујући Светско првенство 2011. у Тегуу и Олимпијске игре 2012. у Лондону, где је по трећи пут оборио светски рекорд.
Од стране новинара је проглашен за најбољег светског атлетичара 2010, 2011. и 2012. године, а ИААФ му је 2010. доделио награду за атлетичара године.